# Hypnum emodi-fertile
Hypnum emodi-fertile là một loài Rêu trong họ Hypnaceae. Loài này được Broth. ex Ando mô tả khoa học đầu tiên năm 1973.